# Agriomelissa

-
Agriomelissa is een geslacht van vlinders uit de familie wespvlinders (Sesiidae), onderfamilie Sesiinae.
Agriomelissa is voor het eerst wetenschappelijk beschreven door Edward Meyrick in 1931. De typesoort is Agriomelissa gypsospora.

## Soorten
Agriomelissa omvat de volgende soorten:
- Agriomelissa aethiopica (Le Cerf, 1917)
- Agriomelissa amblyphaea (Hampson, 1919)
- Agriomelissa brevicornis (Aurivillius, 1905)
- Agriomelissa gypsospora Meyrick, 1931
- Agriomelissa malagasy (Viette, 1982)
- Agriomelissa ursipes (Walker, 1856)
- Agriomelissa victrix (Le Cerf, 1916)